# Tractat de Schwedt
El Tractat de Schwedt fou conclòs el 6 d'octubre de 1713, durant la Gran Guerra del Nord, entre el Tsarat Rus i Brandenburg-Prússia a Schwedt. A Brandenburg-Prússia se li prometé la Pomerània Sueca fins al riu Peene, que acabava de ser conquerida per Rússia. A canvi, Brandenburg-Prússia acceptava l'annexió a Rússia de l'Íngria Sueca, l'Estònia Sueca i Carèlia, i acceptava pagar 400.000 thalerss a Rússia. El sud de la Pomerània Sueca havia de ser administrat per Brandenburg-Prússia fins que s'arribés a establir un govern definitiu en un tractat de pau.